# Лаббок (лунный кратер)
Кратер Лаббок (лат. Lubbock) — небольшой ударный кратер на западном побережье Моря Изобилия на видимой стороне Луны. Название присвоено в честь английского математика и астронома Джона Уильяма Лаббока (1803—1865) и утверждено Международным астрономическим союзом в 1935 г.

## Описание кратера
Ближайшими соседями кратера являются кратер Лики на западе; кратер Секки на севере; кратер Мессье на востоке-северо-востоке; кратер Гутенберг на юге и кратер Капелла на юго-западе. На севере от кратера находятся горы Секки; на северо-востоке борозда Мессье; на юге борозды Гокления; на юго-западе борозды Гутенберга. Селенографические координаты центра кратера 3°59′ ю. ш. 41°47′ в. д. / 3,99° ю. ш. 41,79° в. д., диаметр 14,1 км, глубина 300 м.
Кратер Лаббок имеет слегка эллиптичную форму с осью ориентированной с северо-северо-запада на юго-юго-восток. Вал узкий и невысокий, несколько сглажен, в западной части вала находятся несколько пиков, в восточной — седловатое понижение. Высота вала над окружающей местностью достигает 490 м. Дно чаши кратера плоское, без приметных структур.

## Сателлитные кратеры
| Лаббок | Координаты                                          | Диаметр, км |
| ------ | --------------------------------------------------- | ----------- |
| C      | 4°53′ ю. ш. 39°53′ в. д. / 4,89° ю. ш. 39,88° в. д. | 7,5         |
| D      | 4°35′ ю. ш. 39°10′ в. д. / 4,58° ю. ш. 39,17° в. д. | 10,6        |
| G      | 3°43′ ю. ш. 39°18′ в. д. / 3,71° ю. ш. 39,3° в. д.  | 10,3        |
| H      | 2°40′ ю. ш. 41°47′ в. д. / 2,67° ю. ш. 41,79° в. д. | 9,2         |
| K      | 5°09′ ю. ш. 38°21′ в. д. / 5,15° ю. ш. 38,35° в. д. | 6,1         |
| L      | 4°59′ ю. ш. 39°17′ в. д. / 4,99° ю. ш. 39,29° в. д. | 6,3         |
| M      | 0°25′ ю. ш. 38°41′ в. д. / 0,41° ю. ш. 38,69° в. д. | 22,2        |
| N      | 1°34′ ю. ш. 39°44′ в. д. / 1,57° ю. ш. 39,73° в. д. | 25,8        |
| P      | 2°56′ ю. ш. 39°32′ в. д. / 2,93° ю. ш. 39,53° в. д. | 7,2         |
| R      | 0°10′ ю. ш. 40°27′ в. д. / 0,17° ю. ш. 40,45° в. д. | 23,8        |
| S      | 0°38′ с. ш. 41°19′ в. д. / 0,63° с. ш. 41,31° в. д. | 25,0        |